# Le Boisle Communal Cemetery
Le Boisle Communal Cemetery is een begraafplaats gelegen in de Franse plaats Le Boisle (Somme). De militaire graven worden onderhouden door de Commonwealth War Graves Commission.
De begraafplaats telt 1 geïdentificeerd Gemenebest graf uit de Eerste Wereldoorlog.